# Задужбина (роман)
Задужбина (енгл. Foundation) је прва књига Задужбинске трилогије (касније проширене у Задужбинску серију) писца Ајзака Асимова. Задужбина је збирка пет приповетки што их је први пут у облику романа објавио Гном прес 1951. године. Приповетке заједно чине један заплет. Задужбина прати групу научника који покушавају да очувају знање док се распадају цивилизације око њих.

## Ликови
Психоисторичари
- Гал Дорник Математичар и наследник Харија Селдона.
- Хари Селдон Математичар који је развио психоисторију.
- Џерил Агент Комисије за јавну безбедност који надгледа Гала Дорника.
- Линг Чен Председавајући Комисије за јавну безбедност и судија на суђењу Харију Селдону.
- Лорс Аваким Адвокат постављен да брани Гала Дорника.

Енциклопедисти
- Анселм пл. Родрик Војник и емисар са Анакреона на Терминусу.
- Бор Алурин Транторски психолог који је тренирао Салвора Хардина.
- Џорд Фара Члан Управног одбора Енциклопедије.
- Луис Пирен Председник Управног одбора Енциклопедије.
- Ландин Краст Члан Управног одбора Енциклопедије.
- Господар Дорвин Канцелар Царства
- Салвор Хардин Први градоначелник Терминуса
- Томаз Сат Члан Управног одбора Енциклопедије.
- Јејт Фулем Члан Управног одбора Енциклопедије.

Градоначелници
- Доктор Валдо Активиста Странке акције.
- Хаим Орси Активиста Странке акције.
- Краљ Леополд I Краљ Анакреона.
- Лем Тарки Активиста Странке акције.
- Леви Нораст Активиста Странке акције.
- Луис Борт Активиста Странке акције.
- Кнез Левкин Винисов најстарији син.
- Принц Регент Винис Принц Регент Анакреона, ујак Краља Леополда I.
- Поли Верисов Амбасадор Задужбине и Архиепископ на Анакреону.
- Салвор Хардин Први градоначелник Терминуса.
- Сеф Сермак Већник Терминуса и председник Странке акције.
- Тео Апорат Врховни свештеник на Анакреоновом адмиралском броду Винису.
- Јохан Ли Организатор Хардиновог пуча и близак пријатељ Салвора Хардина, такође задужен за унутрашњу безбедност Задужбине.